# کلمنت استورر
کلمنت استورر (به انگلیسی: Clement Storer) سناتور سابق عضو حزب دموکرات-جمهوری‌خواه بود. وی در سال ۱۸۱۷ تا ۱۸۱۹ میلادی سناتور ایالت نیوهمپشایر در سنای ایالات متحده آمریکا بود.